# تمدن اژه‌ای
تمدن اژه‌ای اصطلاحی کلی برای تمدن‌های عصر مفرغ در یونان پیرامون دریای اژه است. این اصطلاح سه منطقهٔ جغرافیایی متمایز اما در ارتباط و تعامل با یکدیگر را در بر می‌گیرد: کرت، سیکلادس و سرزمین اصلی یونان.
بر اساس شواهد باستان‌شناسی، در جوامع سیکلادی و به‌ویژه در تمدن مینوسی کرت، نقش زنان در صحنه‌های مذهبی، هنری و حتی مدیریتی برجسته بوده‌است. این ویژگی که با نمایش زنان در نقاشی‌های دیواری، مجسمه‌ها و اسناد کتیبه‌ای همراه است، از ساختار اجتماعی بازتر و دیدگاه کمتر سلسله‌مراتبی نسبت به جوامع هم‌دوره حکایت دارد.

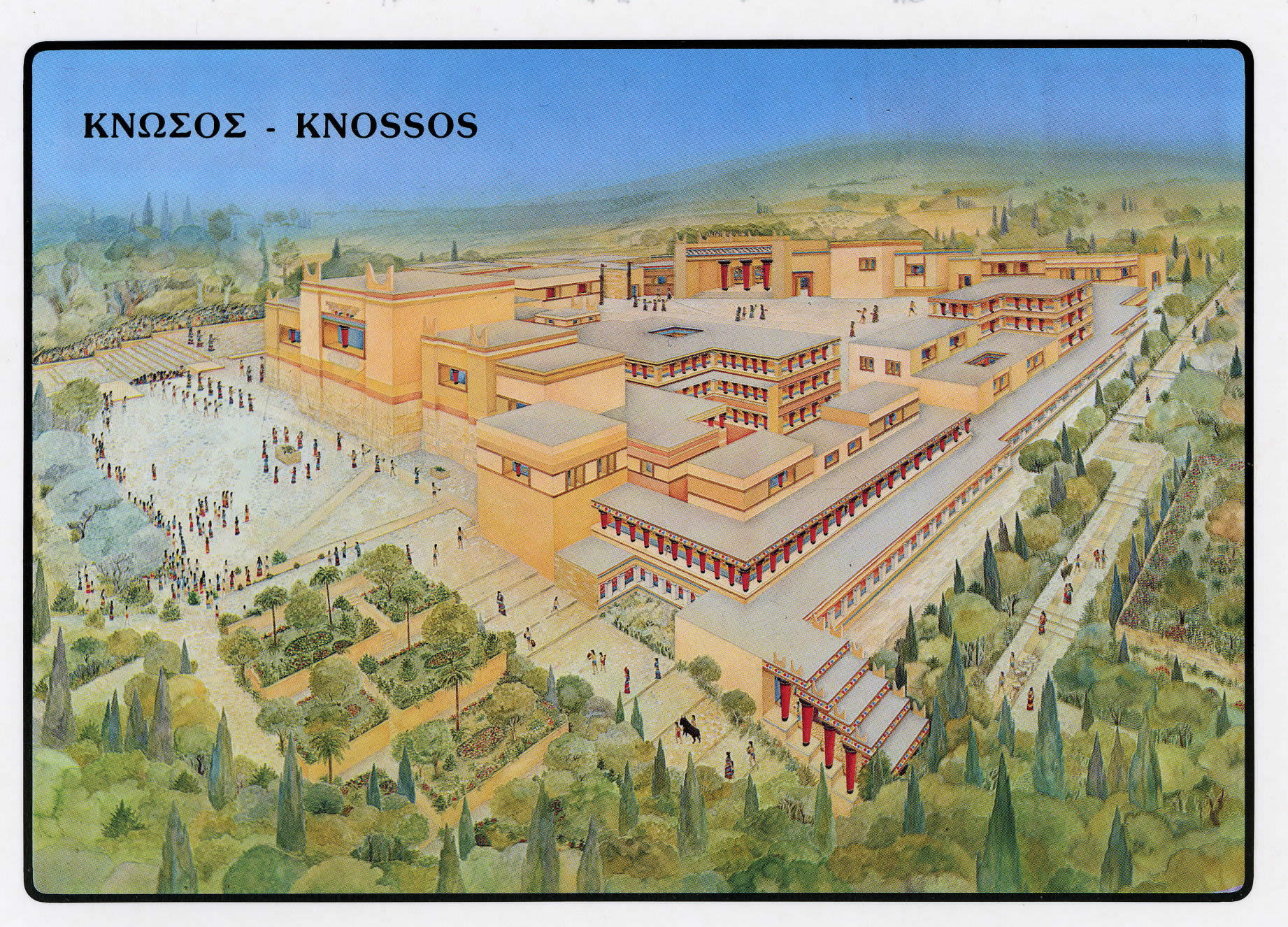

کرت با تمدن مینوسی از دوران آغازین عصر مفرغ مرتبط است. تمدن سیکلادی در دورهٔ هلاس آغازین (که با عنوان "مینیایی" نیز شناخته می‌شود) با سرزمین اصلی و در دورهٔ مینوسی میانی با کرت پیوند می‌یابد. از حدود ح. ۱۴۵۰ پیش از میلاد (دورهٔ هلاس پایانی، مینوسی پایانی)، تمدن میسنی یونانی به کرت گسترش می‌یابد که احتمالاً از طریق فتح نظامی بوده‌است. جمعیت‌های کشاورز اولیه اژه‌ای در یونان نوسنگی پیش از ۵۰۰۰ سال پیش از میلاد کشاورزی را به سمت غرب اروپا آوردند.